# Pont d'Inca Nou
El Pont d'Inca Nou és una urbanització situada al municipi de Marratxí, a Mallorca.
Abans hi havia només el Pont d'Inca, anomenat així perquè hi ha un pont que duia a la carretera vella d'Inca. Després es construïren més cases creant una nova urbanització, es Pont d'Inca nou. A les dues urbanitzacions hi ha estació de tren dels Serveis Ferroviaris de Mallorca (SFM).